# Otto August Cronhielm
Otto August Cronhielm af Hakunge, född 10 februari 1800, död 9 september 1834, var en svensk greve och politiker. 

## Biografi
Otto August Cronhielm af Hakunge var yngste son av många barn till majoren Carl Emil Cronhielm och hans andra hustru, friherrinnan Hedvig Ulrika Boije af Gennäs. Han var helbror till Charlotta Berger.
Cronhielm blev 1825 löjtnant vid sjöartillerikåren, och deltog i riksdagarna 1828/30 och 1834. Till sin politiska åskådning närmade han sig liberalismen i opposition mot det rådande systemet. På riksdagen 1834 spelade han en betydande roll som oppositionsman och valdes till riksgäldsfullmäktiges ordförande. Cronhielm ivrade bland annat för en förbättrad folkupplysning. Han blev ett av offren för den stora koleraepidemin 1834.
Cronhielm var gift med den tyska adelsdamen Sophia Wilhelmina Waldau, vars far var kamrerare i Amiralitetskollegium. Paret fick fyra döttrar.